# Gosselming
Gosselming (deutsch Gosselmingen) ist eine französische Gemeinde mit 571 Einwohnern (Stand 1. Januar 2022) im Département Moselle in der Region Grand Est (bis 2015 Lothringen). Sie gehört zum Arrondissement Sarrebourg-Château-Salins.

## Geografie
Die Gemeinde Gosselming liegt etwa acht Kilometer nordwestlich von Sarrebourg an der oberen Saar, in die hier der Landbach einmündet, auf einer Höhe zwischen 232 und 285 m über dem Meeresspiegel. Das Gemeindegebiet umfasst 10,23 km².
Der Großteil des Gemeindegebietes besteht aus Wald. Zur Gemeinde Gosselming gehören auch die beiden Weiler Alsing (Alzing) und Bromsenhoff (Bromsenhof).

## Geschichte
Der Ort wurde im Mittelalter erstmals als Gozhelminge erwähnt und wurde im Dreißigjährigen Krieg zerstört. 1766 kam es zu Frankreich, von 1871 bis 1918 zum Deutschen Reich und seit 1919 wieder zu Frankreich.

### Bevölkerungsentwicklung
| Jahr      | 1962 | 1968 | 1975 | 1982 | 1990 | 1999 | 2007 | 2019 |
| Einwohner | 467  | 444  | 476  | 486  | 526  | 536  | 614  | 575  |

## Sehenswürdigkeiten

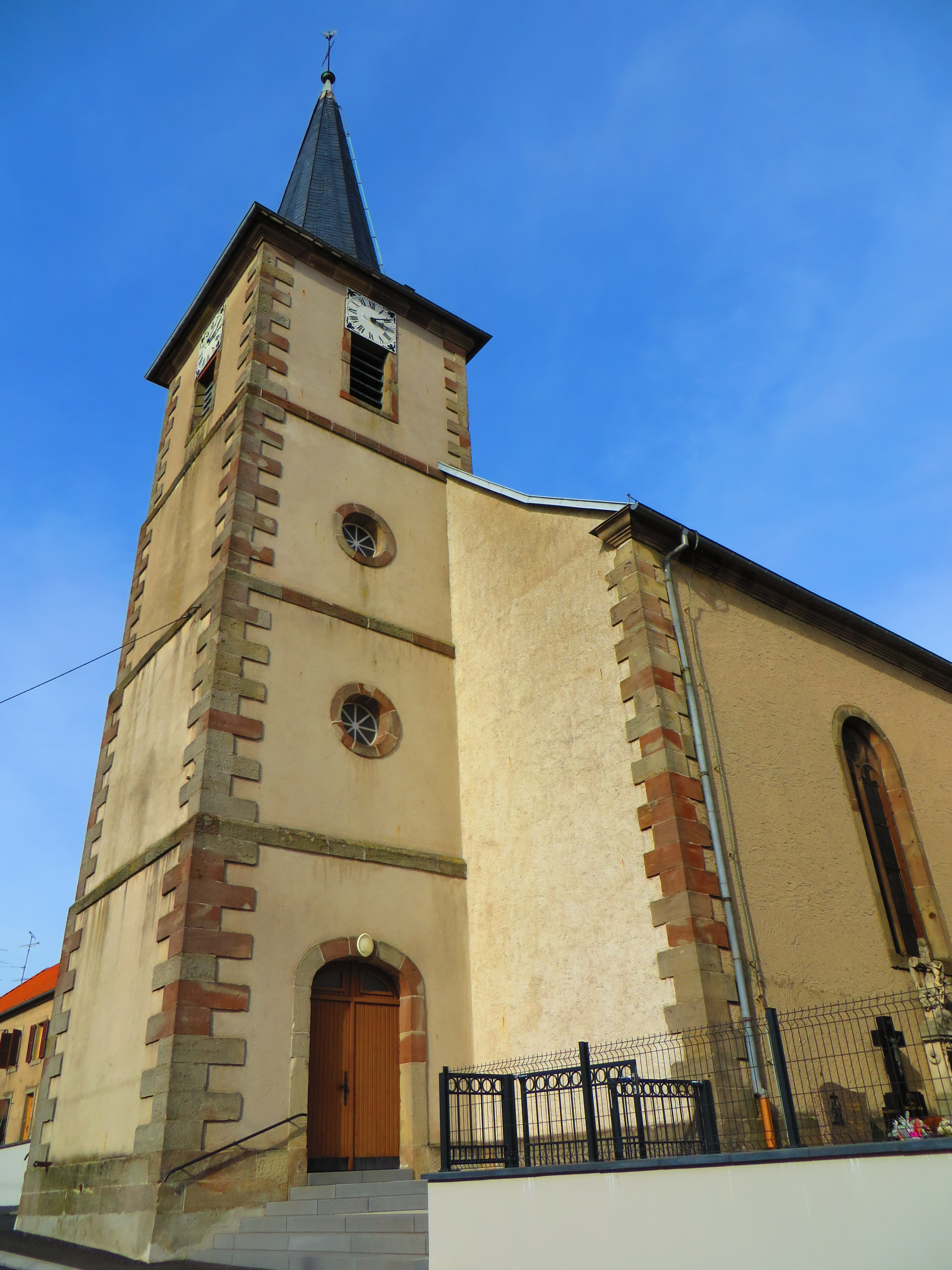
Kirche Saint-Sévère
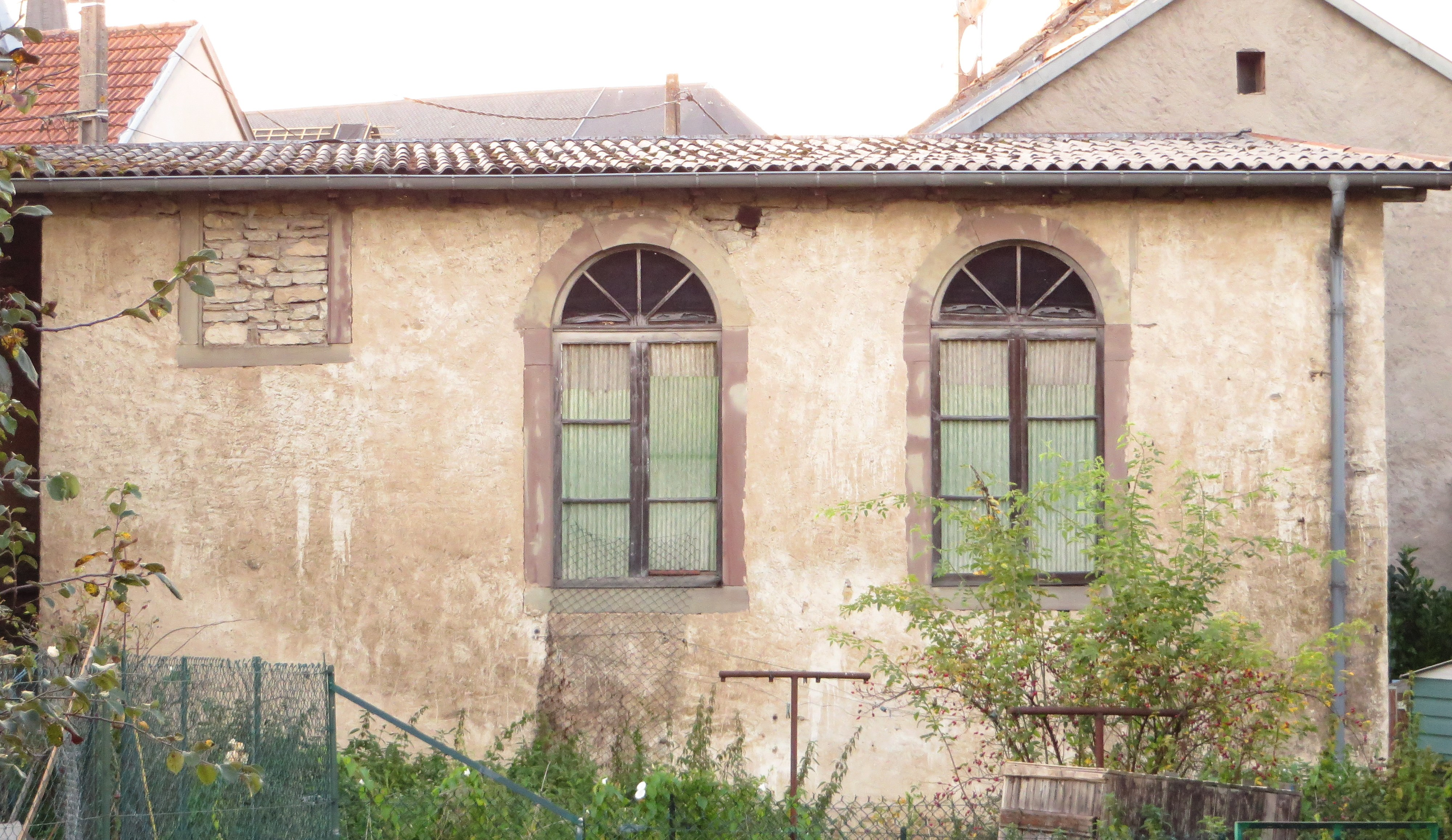
Synagoge
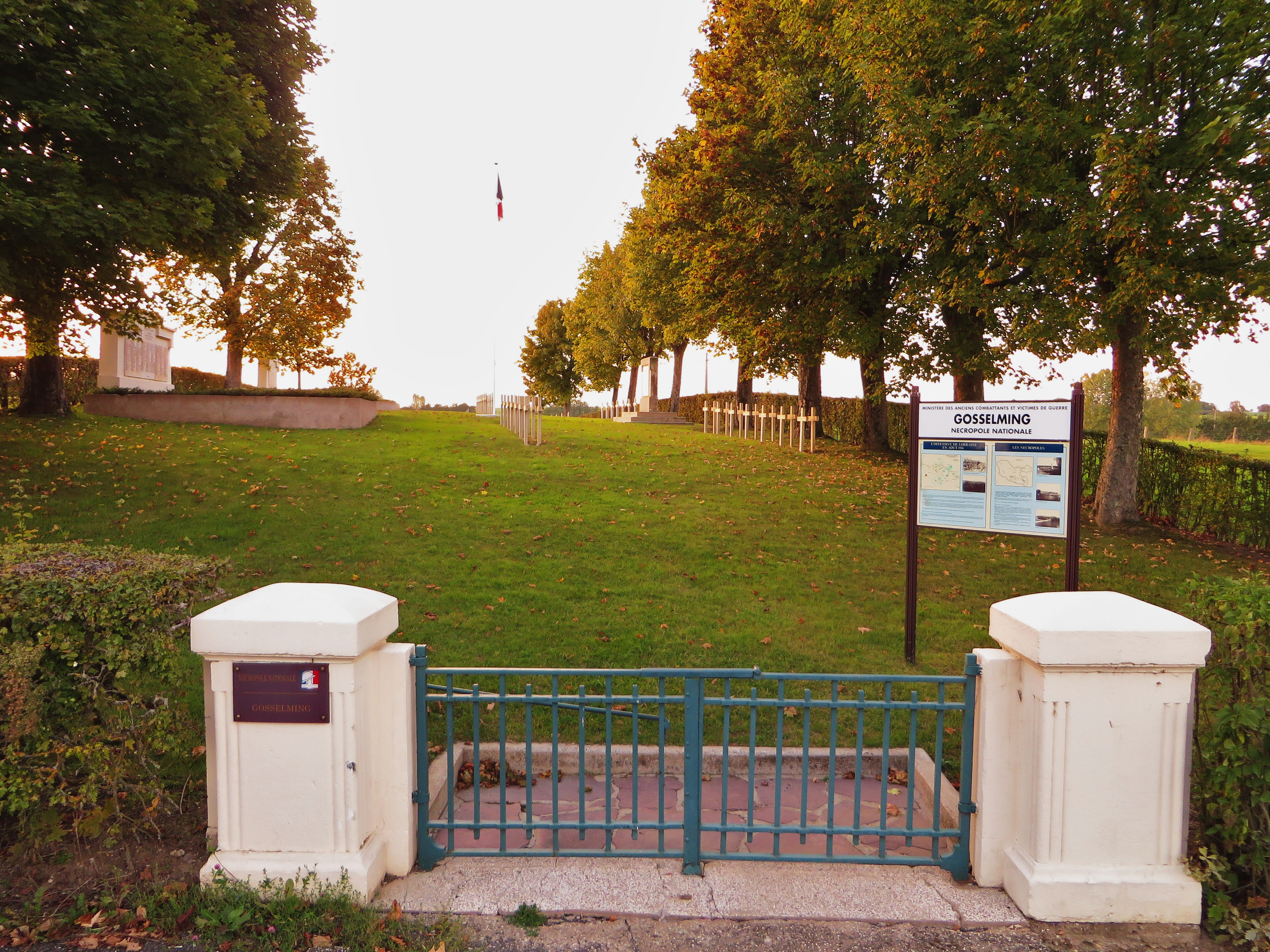
französischer Soldatenfriedhof
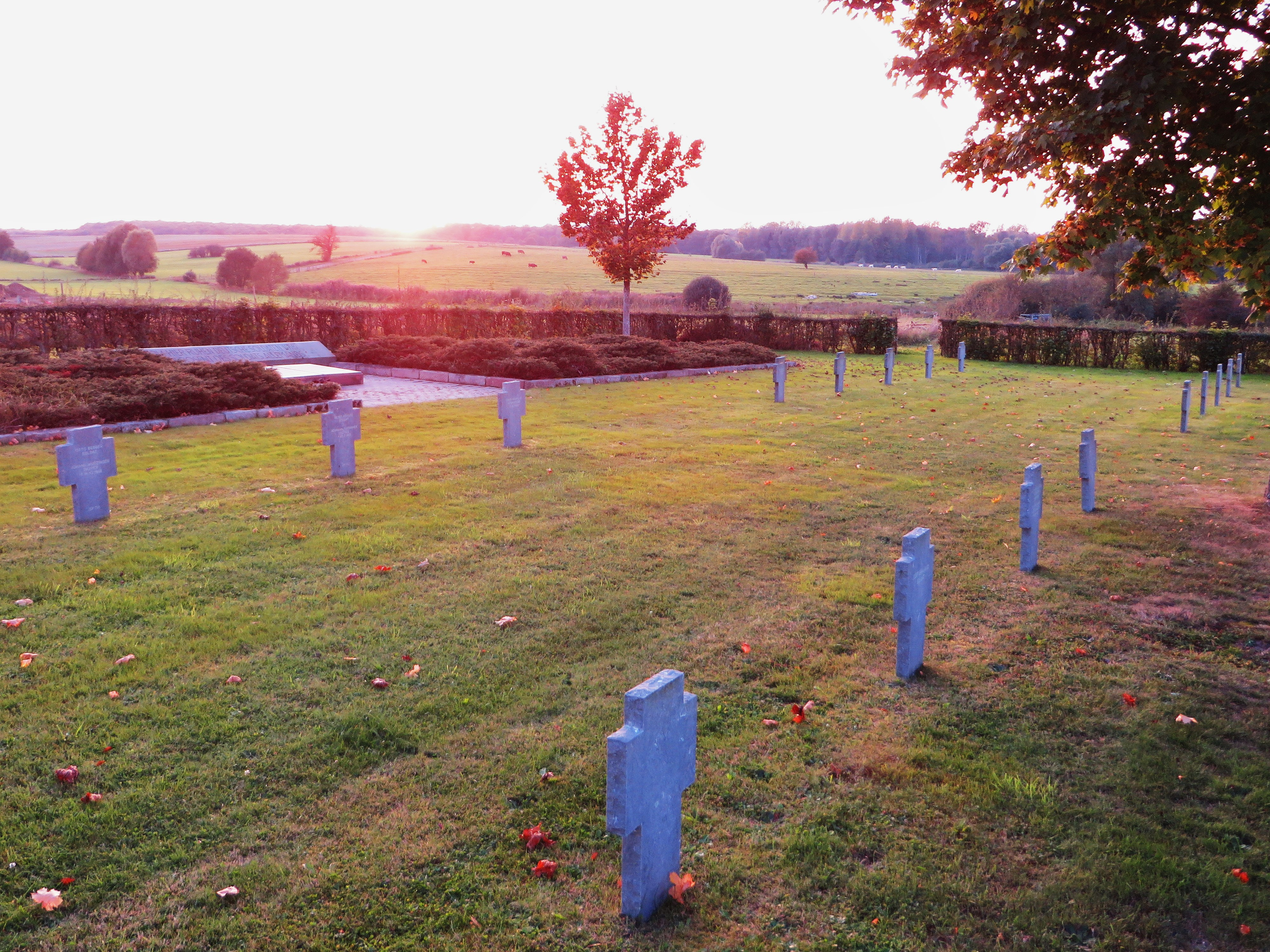
deutscher Soldatenfriedhof

- Kirche Saint-Sévère
- Synagoge
- Französischer Soldatenfriedhof
- Deutscher Soldatenfriedhof

## Persönlichkeiten
- André Wilhelm (* 1943), Radrennfahrer